# サミュエル・ラヴマン
サミュエル・ラヴマン（1887年1月14日 - 1976年5月14日）は、アメリカ合衆国の詩人。

## 人物
アメリカ・オハイオ州クリーヴランドに生まれる。1920年前後にハート・クレインと親しくなり、ニューヨークに移り住む。本人は自分の作品を保存したり収集したりはしなかった。詩をほとんど発表しなくなった後は書籍ビジネスに携わる。
2004年になってから作品集が刊行されている。